# Tseten Dolma
Tseten Dolma (Shigatse, juni 1937) is een Tibetaanse zangeres die gespecialiseerd is in de keelzang. Ze werd geboren in familie van horigen die alles moesten voor de lama's en edelen. Ze is in 1964 afgestudeerd aan de Shanghai Conservatory of Music. Ze is ook de vijfde vicevoorzitter geweest van China Federation of Literary and Art Circles.
Ze is zeer bekend in Volksrepubliek China vanwege haar vele optredens op de Chinese staatstelevisie China Central Television. Ze is sinds de jaren zestig zeer populair in de Chinese popmuziek. Haar eerste belangrijke optreden was in de film Nongnu. Ze zong toen het Standaardmandarijnse lied Lied van de emancipatie der slaven. Haar liedjes zijn meestal gezongen in het Tibetaans, daarnaast zingt ze ook Standaardmandarijnse liedjes. Ook zijn er liedjes waarin ze allebeide talen zingt.
Naast muzikale carrière heeft ze ook politieke carrière gemaakt en heeft ze in de Tibetaanse politiek gezeten.